# Мод Великобританская
Мод Шарло́тта Мари́я Викто́рия (англ. Maud Charlotte Mary Victoria; 26 ноября 1869[…], Мальборо-хаус — 20 ноября 1938[…], Сандрингемский дворец, Норфолк) — младшая дочь короля Великобритании Эдуарда VII и Александры Датской; первая за 600 лет королева Норвегии как самостоятельного государства, супруга норвежского короля Хокона VII и мать Улафа V.

## Биография

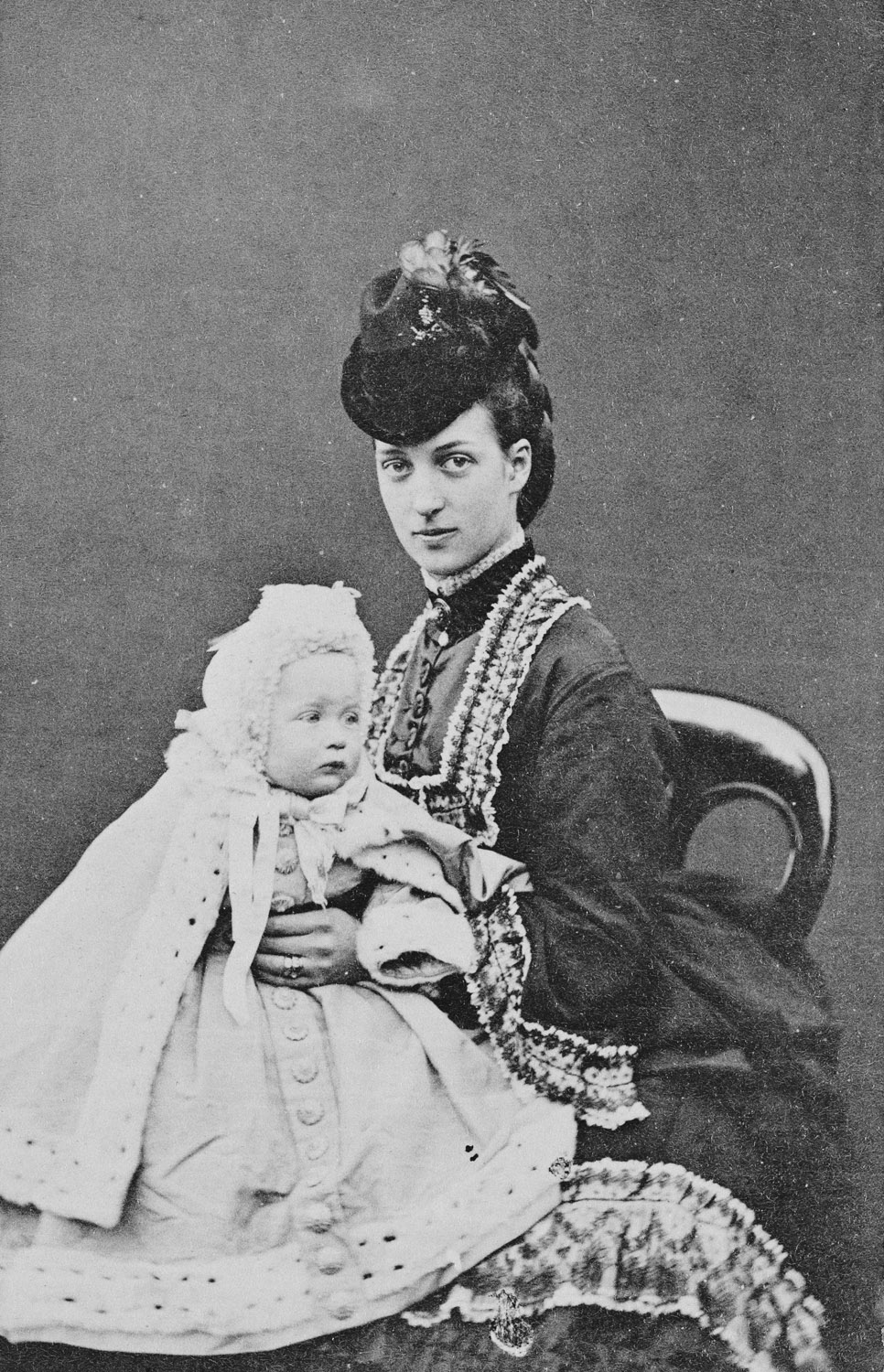
Александра Датская с маленькой принцессой Мод

### Ранняя жизнь
Мод Шарлотта Мария Виктория родилась в Мальборо-хаусе — лондонской резиденции её родителей, принца и принцессы Уэльских, будущих короля Великобритании Эдуарда VII и королевы Александры. Она стала пятым ребёнком и третьей дочерью в семье после Альберта, Георга, Луизы и Виктории. У Мод был младший брат Александр Джон, умерший через день после рождения в 1871 году. По отцу Мод приходилась внучкой королеве Виктории и принцу-консорту Альберту Саксен-Кобург-Готскому, по матери — королю Дании Кристиану IX и Луизе Гессен-Кассельской. Её мать состояла в родстве со многими королевскими семьями Европы: сестра Александры Мария стала императрицей России, брат Георг — королём Греции, другой брат, Фредерик, унаследовал датский престол. С рождения, как внучка британского монарха, имела титул «Её Королевское Высочество принцесса Мод Уэльская».
Мод была крещена 24 декабря 1869 года в Мальборо-хаусе Джоном Джексоном, епископом Лондона. Восприемниками принцессы стали король Швеции и Норвегии Карл XV (его представлял шведский дипломат барон Хохшильд); принц Леопольд, герцог Олбани (дядя Мод по отцу, его представлял герцог Кембриджский Георг); ландграф Фридрих Вильгельм Гессен-Кассельский (представлен Францем, герцогом Текским); принц Виктор Гогенлоэ-Лангенбургский; герцогиня Нассауская Адельгейда Мария (её представляла Мария Аделаида Кембриджская); княгиня Лейнингенская Мария Баденская (представляла принцесса Клодина Текская); цесаревна Мария Фёдоровна (тётя по матери, её представляла супруга посла России в Великобритании барона Филиппа Бруннова); кронпринцесса Дании Ловиса Шведская (её представляла мадам де Бюлов, супруга датского министра); Сесилия Андервуд, 1-я герцогиня Инвернесс.
Принцесса Мод получала образование дома вместе с сёстрами. Девочка имела музыкальный слух, ей хорошо давались иностранные языки. Среди увлечений принцессы были шахматы и чтение книг. Росла принцесса в Мальборо-хаусе и Сандрингемском дворце в Норфолке под присмотром наставников. Мод считалась любимым ребёнком принца Уэльского.
Принцесса всегда имела хорошую физическую форму. Известно, что будучи взрослой, она имела талию, измеренную вместе с корсетом, 18 дюймов (46 см) в окружности. С детства девочка была резвой, любила парусный спорт, велосипед, рыбалку. Мод была хорошей наездницей и даже участвовала в охоте. Хорошо каталась на коньках. В королевской семье принцессу называли Гарри. Это прозвище она получила в честь адмирала Генри Кеппела, участника Крымской войны и друга её отца.
Троицу сестёр Мод, Луизу и Викторию в доме называли «Их Королевские застенчивости» («Their Royal Shynesses») и «Ведьмы» («The Hags») из-за внешности девочек. Королева Виктория как-то сказала о детях Александры, что они избалованы и недоучены и она видит в них мало проку. Александра считала же, что они просто в силу возраста «дикие», но и она сама была такой же.
Принцесса сопровождала мать и сестёр во время путешествий по Средиземному морю, по Норвегии и каждое лето бывала на традиционном семейном сборе в Дании на родине матери (дворец Фреденсборг), где в эту пору года собирались родственники со всей Европы, включая Российский императорский дом. Там же жил её двоюродный брат и будущий муж Карл. На 18-летие принцессы в 1887 году королева Виктория подарила внучке бриллиантовую тиару Вифте, которая сейчас используется королевой Норвегии Соней.
В 1885 году Мод вместе с сёстрами была подружкой невесты на свадьбе своей тёти принцессы Беатрисы, выходившей замуж за принца Генриха Баттенберга, а также подружкой невесты на свадьбе своего брата Георга, герцога Йоркского и Виктории Марии Текской, будущих короля и королевы Великобритании.

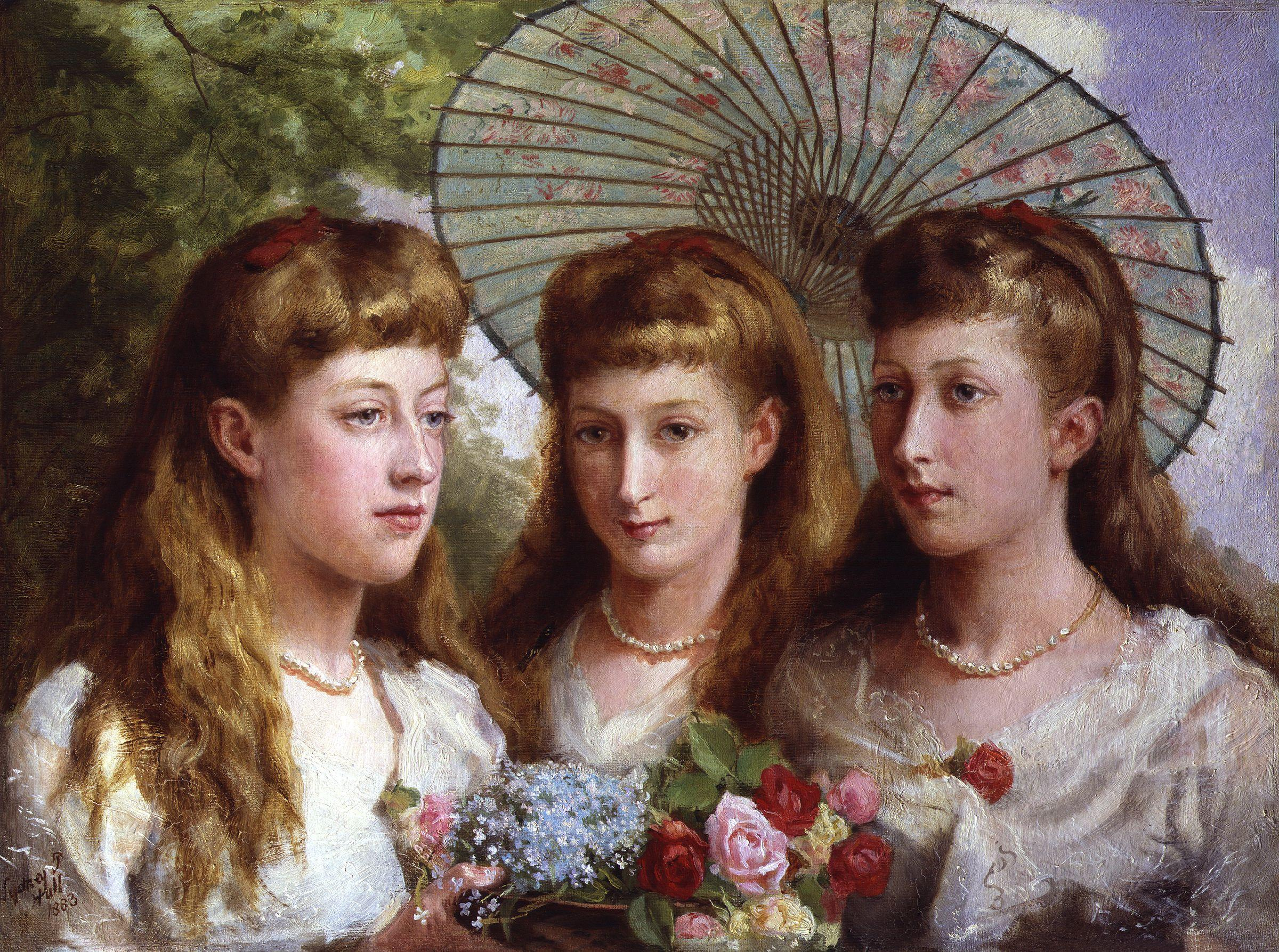
«Их королевские застенчивости»[12]: сёстры Виктория, Мод и Луиза (1883)
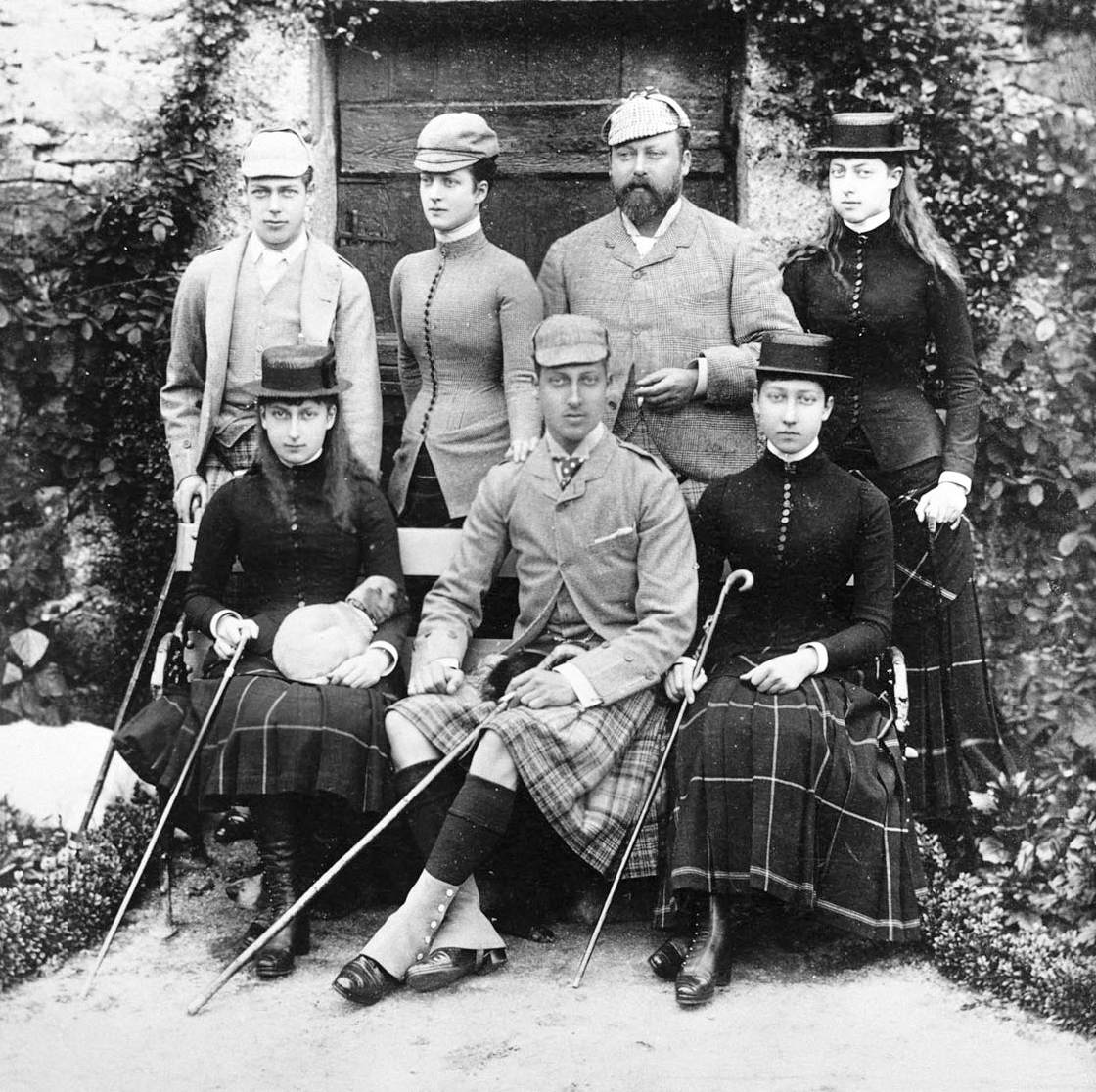
Пятнадцатилетняя принцесса Мод (слева с собакой) с отцом, матерью, братьями и сёстрами (1885)
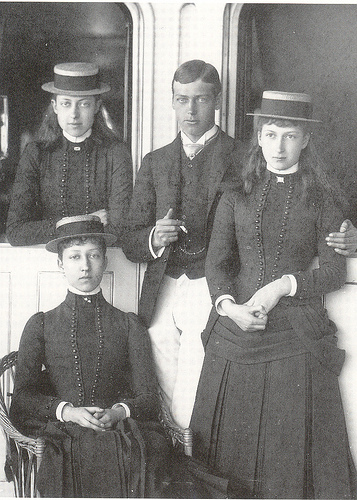
Мод с сёстрами и братом Георгом
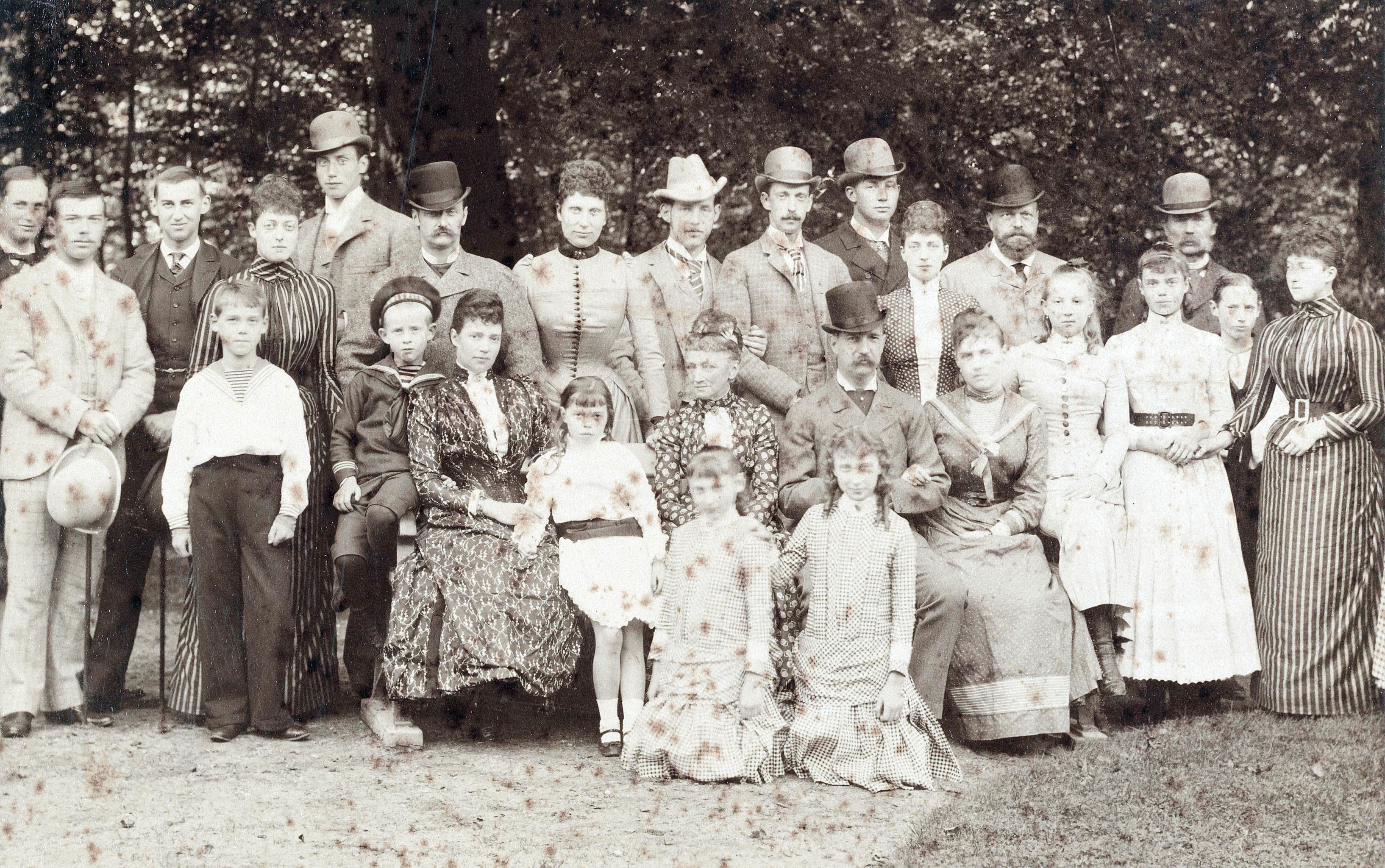
Родственники во Фреденсборге: Мод справа, второй слева Николай Александрович (1889)

### Брак
Принцесса Уэльская Александра, сама вышедшая замуж в восемнадцать лет, противилась желанию своих дочерей создавать семью. Она хотела, чтобы те всегда находились рядом с ней. Во многом благодаря её стараниям Мод довольно долго по тем временам не выходила замуж, а её старшая сестра Виктория несмотря на выдающиеся внешние данные и многочисленных царственных поклонников в брак вообще не вступала. 
В 1888 году к Мод сватался прусский принц Фридрих Леопольд. Против этого союза выступила принцесса Уэльская, которая была известна своими антинемецкими взглядами. Мод была влюблена в принца Франца Текского, друга детства и младшего брата Марии Текской, ставшей женой её брата Георга, но он не ответил на письма принцессы, хотя считается, что они были близки. После помолвки Мод и принца Карла (см. далее) её родственники сочли нужным извиниться перед матерью Франца, которая всё ещё надеялась на свадьбу её сына и Мод. 
Впрочем эти партии могли быть для принцессы неудачными, поскольку в Германии после войны и Ноябрьской революции монархия была свергнута и с тех пор наследники императорского дома сменяются чисто номинально (см. Порядок наследования германского престола), а Франциск Текский, ведя успешную полевую военную карьеру, в обычной жизни был мотом, неудачливым игроком и просто несерьёзным человеком; родственники ссылали его подальше от проблем на службу в Индию.
Так же Римский двор пытался договориться о браке наследника Виктора Эммануила с принцессой, но его же собственная мать королева Маргарита пресекла эту попытку.
В 1895 году принцесса Мод приняла предложение выйти замуж за своего двоюродного брата принца Кристиана Фредерика Карла Георга Вальдемара Акселя Датского. Он был вторым сыном наследника датской короны Фредерика (с 1906 года король Дании) и Ловисы Шведской и был на три года ее младше. Их свадьба состоялась 22 июля 1896 года в частной часовне Букингемского дворца в присутствии королевы Виктории. От отца принцесса Мод получила в качестве резиденции Эпплтон-хаус близ Сандрингемского дворца. После брака Мод получила титул «Её Королевское Высочество принцесса Мод Датская».
После заключения брака принцесса Датская Мод отказалась покидать Великобританию, которую очень любила. Из-за этого она была непопулярна в Дании, где никогда не жила подолгу. Принц и принцесса Датские поселились в Эпплтон-хаусе. В первые годы брака Мод жаловалась на постоянную простуду, ревматические боли, заболевания носа и ушей, невралгию. Единственный ребёнок супругов, принц Александр Эдвард Кристиан Фредерик, родился в 1903 году в Эпплтон-хаусе. Увлечение модным тогда корсетом и рекордная среди монарших особ «осиная» талия не прошли для принцессы даром. Беременность была сложной, а роды тяжёлыми и длились 44 часа. Больше детей принцесса не заводила.
На этом история семьи могла и закончиться, но появились обстоятельства, на которые бабушка королева Виктория не рассчитывала, в принцессе появился прок. В Европе появилось новое государство, захотевшее стать монархией.

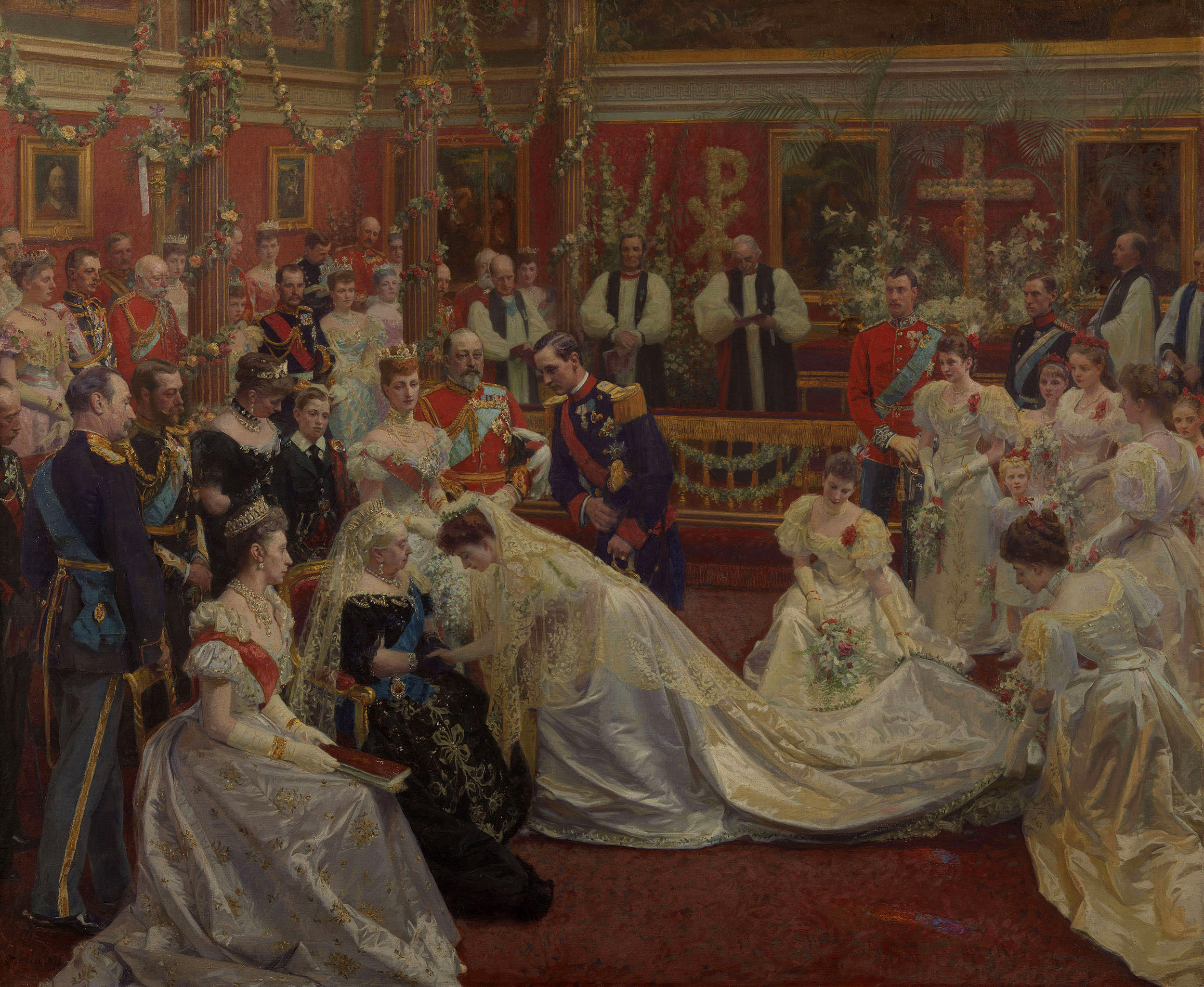
Свадьба принцессы Мод и датского принца Карла в 1896 году на полотне Лаурица Туксена
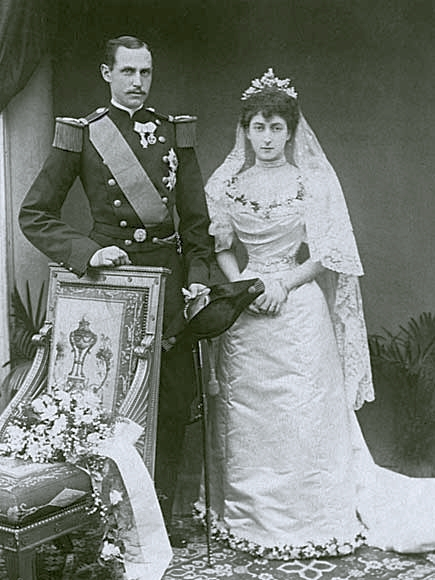
Принц и принцесса Датские Карл и Мод
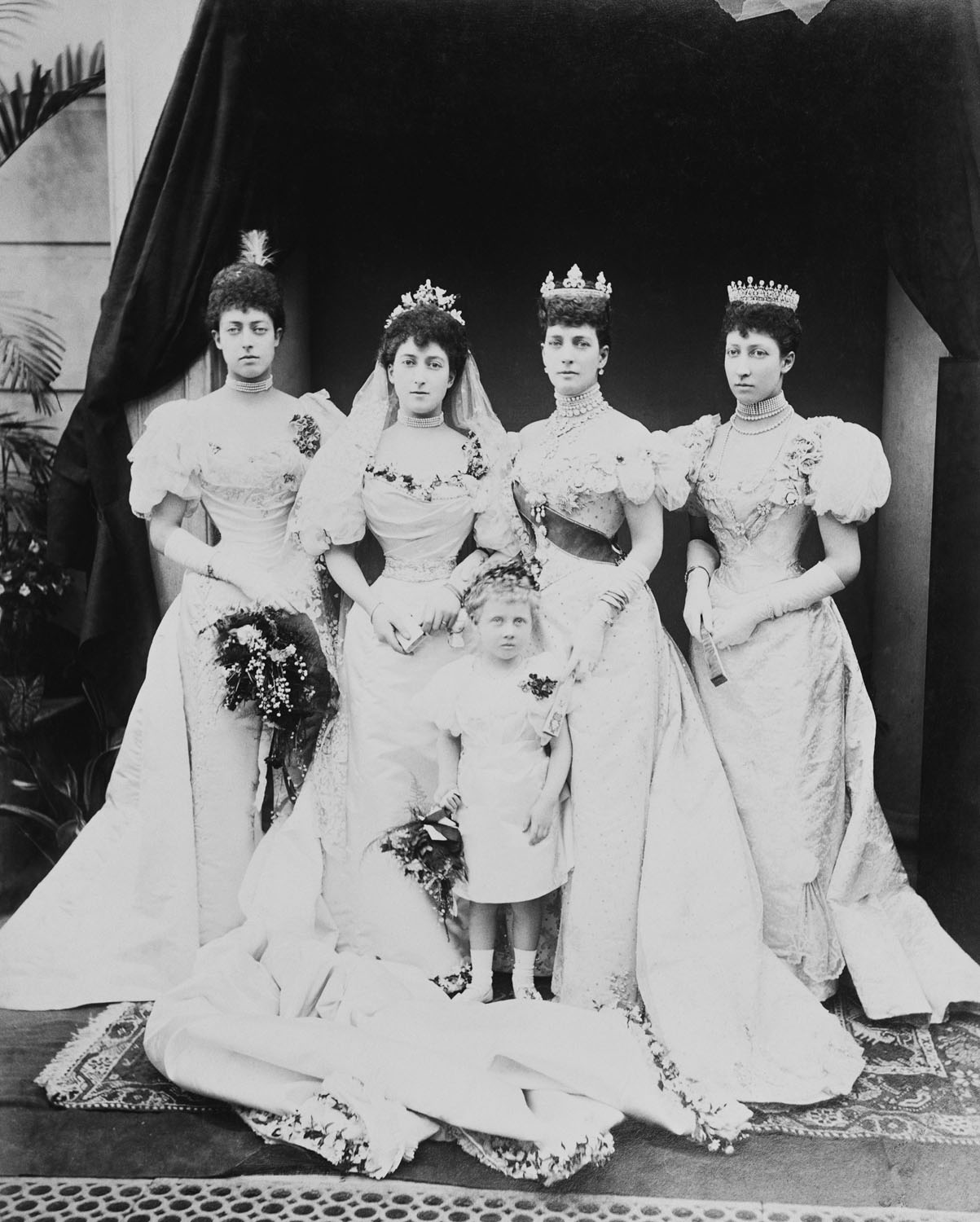
Принцесса с матерью и сёстрами

### Коронация
В конце девятнадцатого века некогда сильная Швеция начала терять контроль над подвластной Норвегией. В развернувшихся событиях большую роль сыграл знаменитый полярный путешественник и первопроходец, а теперь начинающий политик и дипломат Фритьоф Нансен, ставший сторонником независимости Норвегии. Очередное обострение шведско-норвежских отношений произошло в феврале 1905 года, когда переговоры об урегулировании ситуации с консульской службой зашли в тупик. Кабинет Ф. Хагерупа, занявший умеренную позицию, сменился кабинетом К. Миккельсена (бывшего мэра Бергена), который главным пунктом своей программы объявил выход Норвегии из унии со Швецией.
Шведская сторона сочла разрыв унии незаконным и отказалась его принять. Норвегия в ответ объявила мобилизацию. Становящаяся всё более пацифистской Швеция была не готова к гражданской войне и потребовала провести в стране плебисцит о разрыве унии. Голосование прошло 13 августа 1905 года, его результаты были весьма показательны: 368 892 голоса против унии и только 184 — за её сохранение. 23 сентября правительство Швеции согласилось на мирное расторжение унии (Карлстадские соглашения).
После разрыва унии в Норвегии были сильны позиции радикальных либералов, призывавших к установлению республики. Нансен считал, что агитация либералов ослабляет авторитет Норвегии за рубежом, и стремился как можно быстрее провести выборы норвежского короля.
В июле 1905 года Миккельсен направил Нансена в Копенгаген с секретным поручением — убедить принца Карла Датского занять норвежский престол. Нансен телеграфировал правительству условия принца Карла — не навязывать народу монархию силой, а провести плебисцит, отметив либерализм будущего монарха. Сам Нансен принял активное участие в его организации. Референдум был проведён 12 и 13 ноября: за монархию проголосовали 259 563 избирателя, за республику — 69 254. 18 ноября стортинг утвердил результаты плебисцита и избрал принца Карла королём Норвегии, его двухлетнего сына Александра — кронпринцем. Новая королевская семья Норвегии покинула Данию на датской королевской яхте «Даннеброг» и прибыла в Осло-фьорд. В крепости Оскарборг они пересели на датский бронепалубный крейсер «Хеимдал», переведенный незадолго до этого в кадетский корабль «Хемдал». После трёх дней пути от Дании рано утром 25 ноября 1905 года они прибыли в Кристианию (старое название Осло), где короля и его семью встречали премьер-министр Норвегии Кристиан Микельсен, а также Фритьоф и Ева Нансены.
Карл принял тронное имя Хокона VII, принцесса Мод стала королевой-консортом, а их сын стал норвежским кронпринцем Улафом. Семья осела в Норвегии. Коронация новых короля и королевы состоялась в Нидаросском соборе 22 июня 1906 года. Это была последняя коронация скандинавского монарха. Все последующие короли проходили процедуру инвеституры.

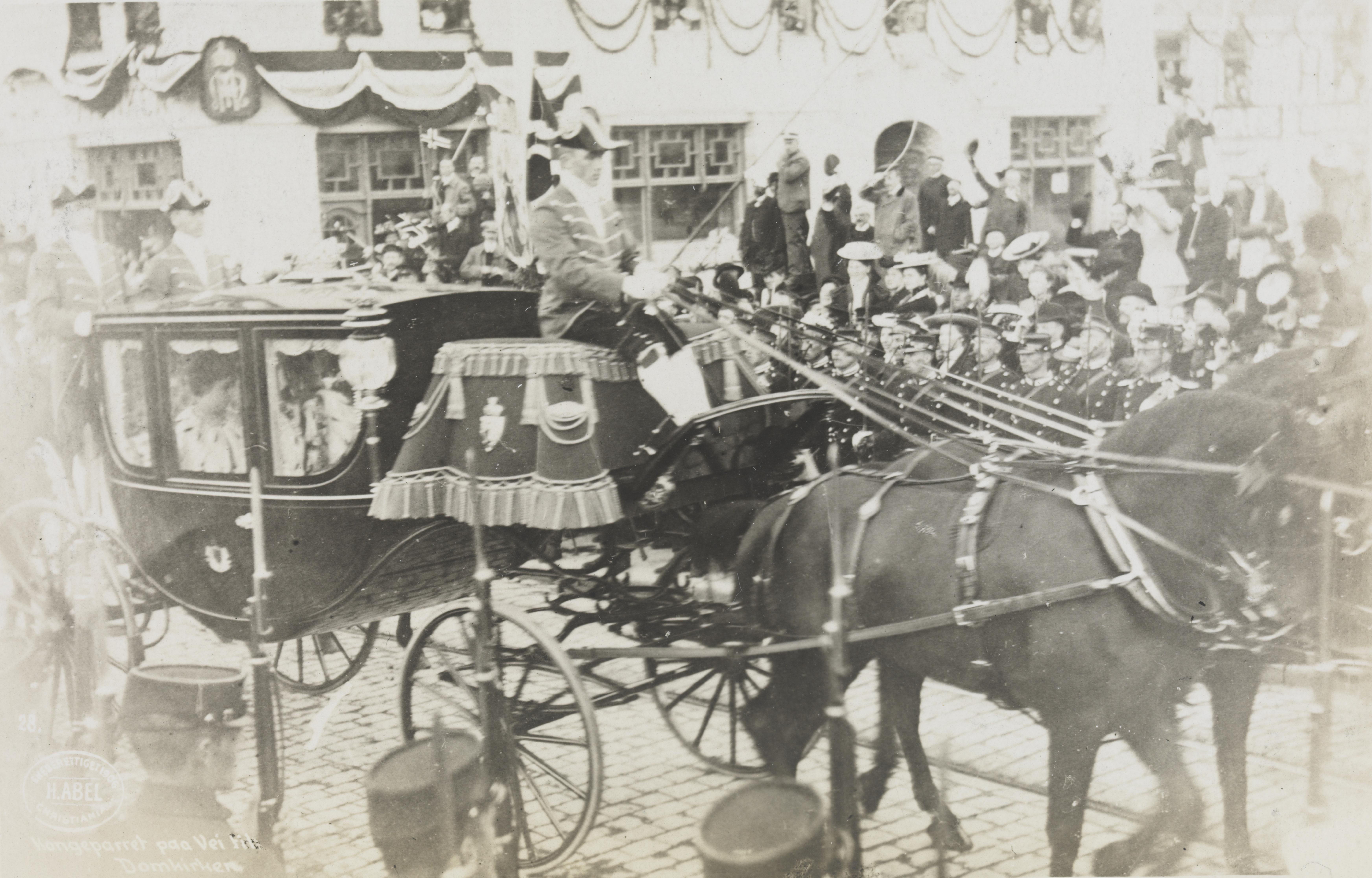
Коронационный экипаж
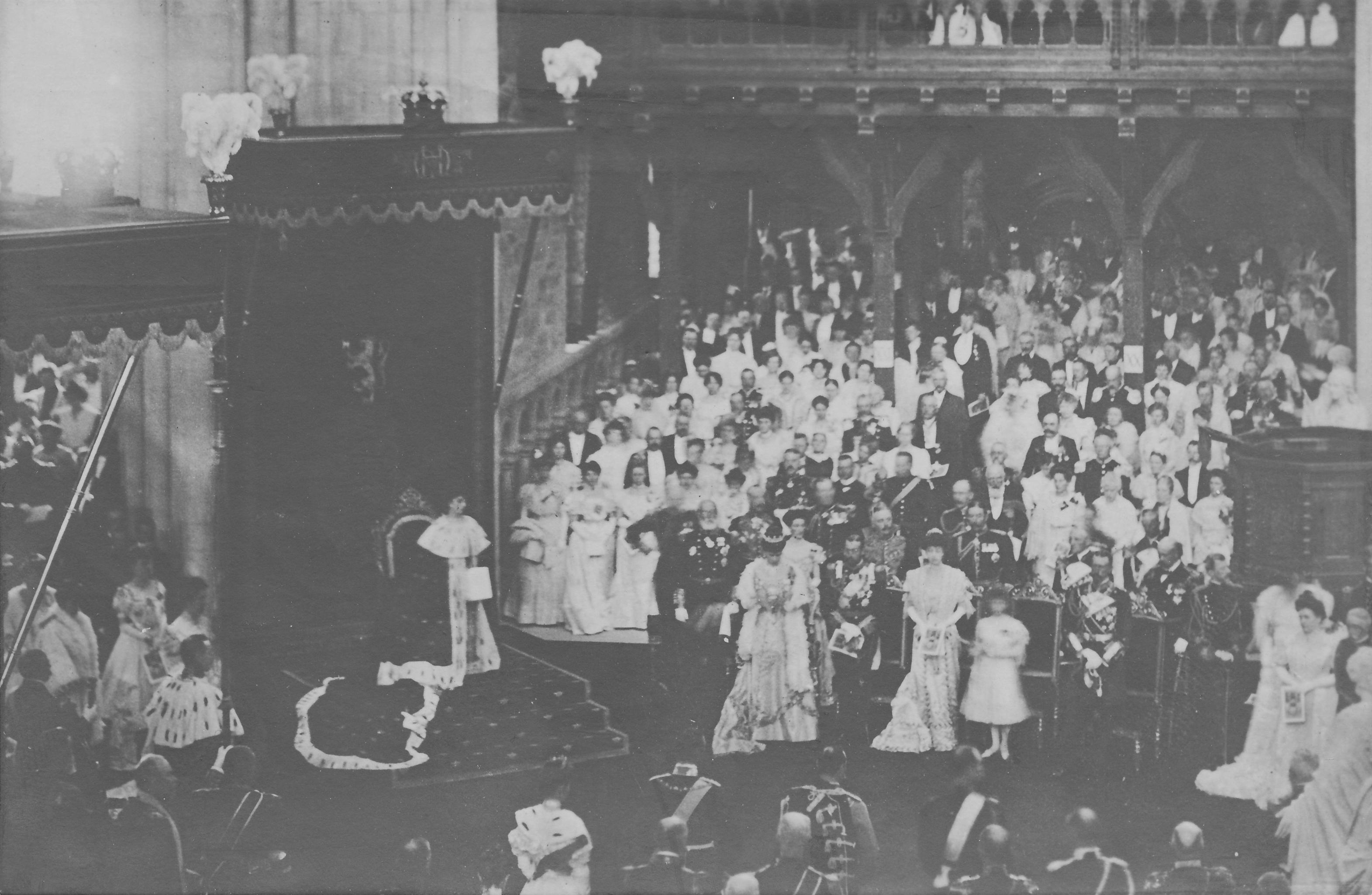
Коронация в Нидаросском соборе
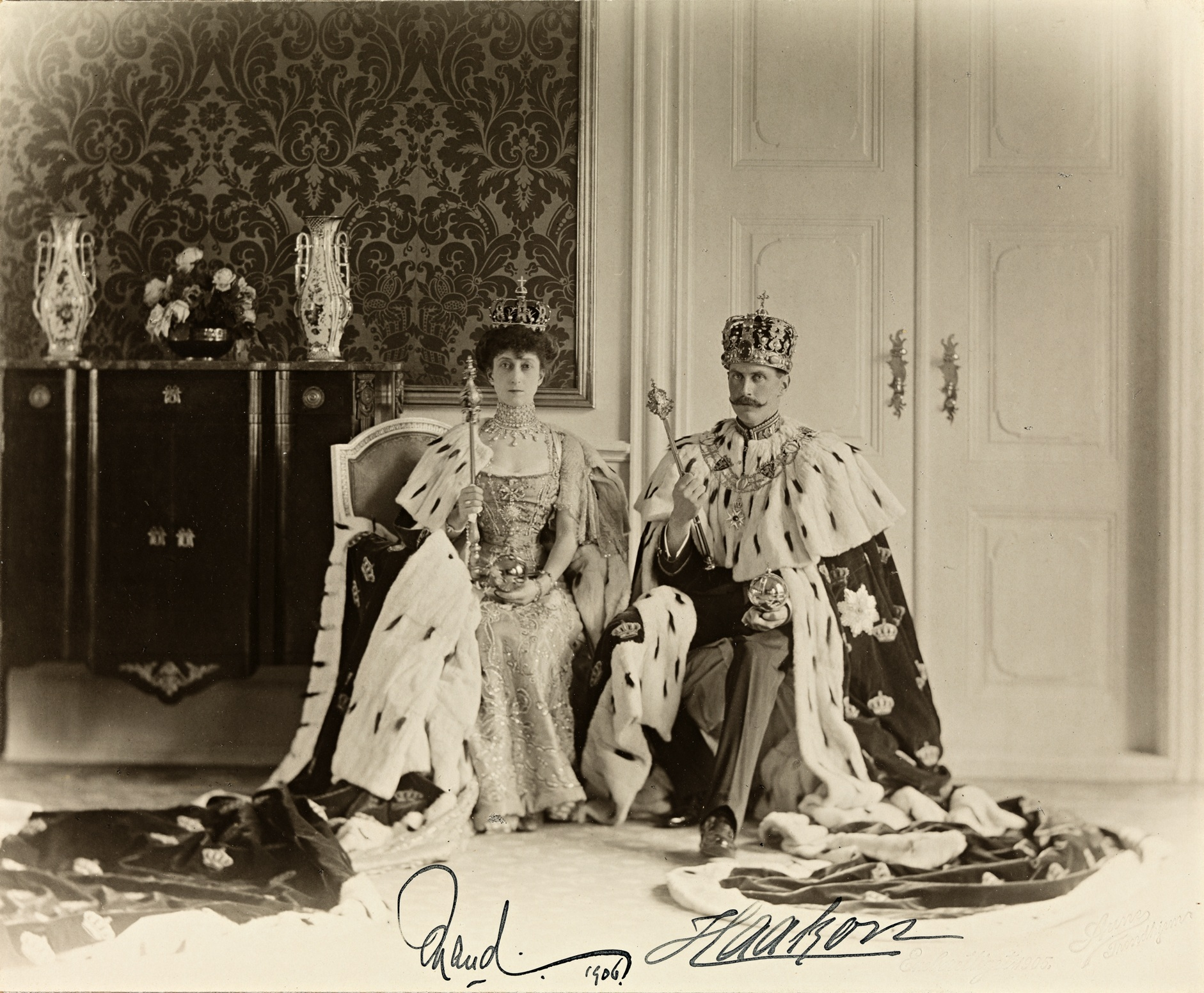
Фотография коронованной четы с автографами

### Королева Норвегии

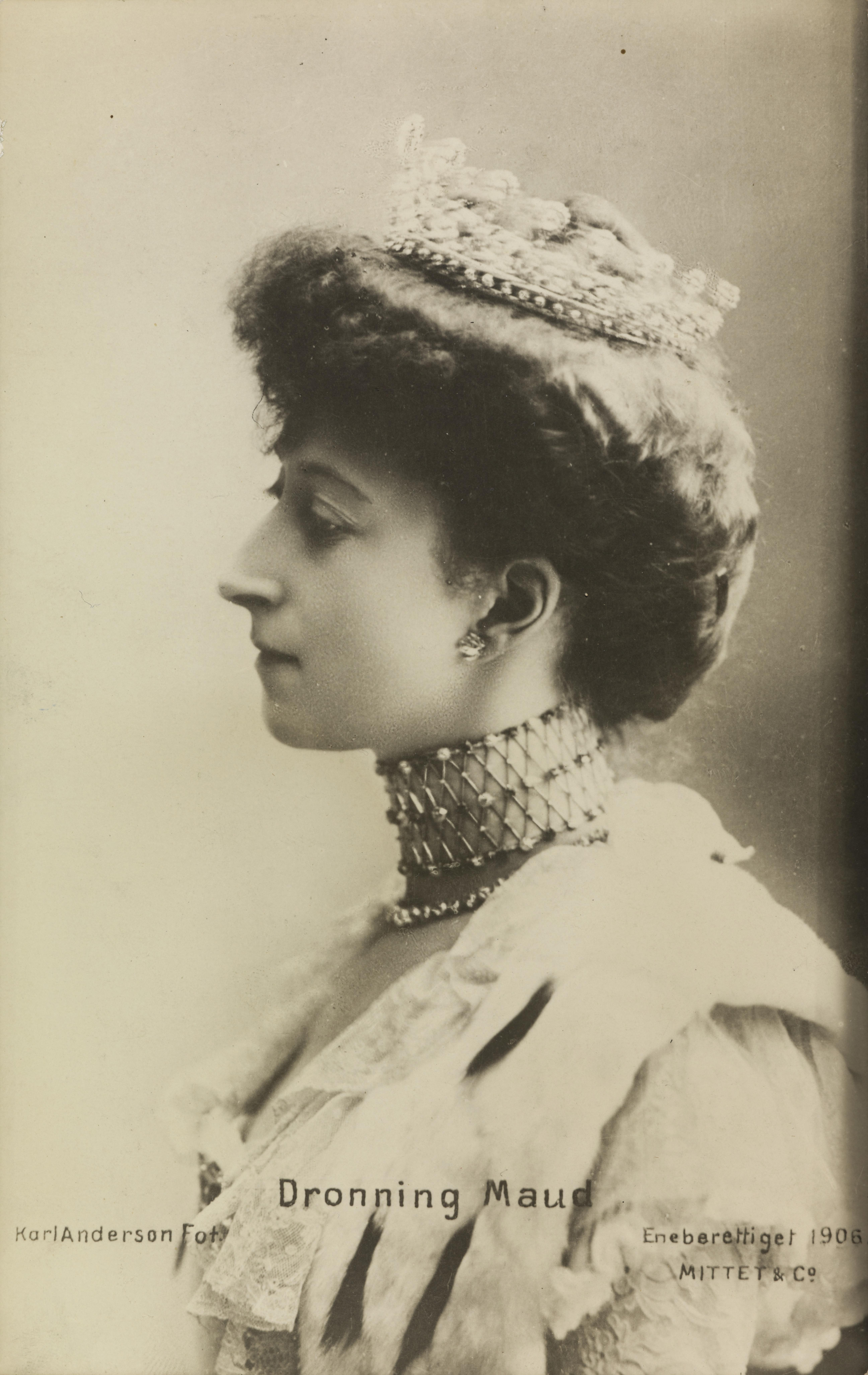
Мод Великобританская после коронации

Обретение независимости и собственного королевского дома способствовали национальному подъёму норвежцев и быстрому экономическому росту некогда бедной и отсталой рыбацкой окраины большой Швеции. При Хоконе VII и Мод Норвегия стала играть заметную роль в мировой политике. В организованной в 1920-е годы Лиге Наций от Норвегии представлял страну всё тот же энергичный Фритьоф Нансен, много сделавший для спасения голодающих и беженцев после Первой Мировой войны и Гражданской войны в России (см. Нансеновские паспорта).
В самой Норвегии Мод быстро завоевала популярность своей простотой и чувством юмора; её болезни прошли; она играла видную роль в общественности, однако часто посещала родную Великобританию. Королева как-то сказала: «Это такое счастье, что я королева этой страны, в которой каждый любит простоту!».
Супруги часто фотографировались в норвежских народных костюмах, любили спорт, например, катание на лыжах и на лошадях. Чета принимала участие в лыжных гонках. Королева активно занималась благотворительной деятельностью, особенно связанной с детьми и животными, оказывала поддержку артистам и художникам. Мод организовала Комитет Королевы во время Первой мировой войны; собирала продукты, одежду и лекарства для тех, кто наиболее пострадал в военные годы. В период войны Мод не посещала Британию и чувствовала себя одинокой. Она сократила свои расходы в годы войны до минимума.
После завершения военных действий она возобновила посещение родины. Королева поддерживала норвежскую феминистку Катти Анкер Мёллер. Занималась усовершенствованием мебели для детей, разбила английский сад в Осло. В 1921 году она продала несколько своих фотографий, направив вырученные деньги на благотворительность.
21 марта 1929 года наследный принц Улаф женился на шведской принцессе Марте Софии Ловисе Дагмар Тюре (1901—1954), дочери Карла, герцога Вестергётландского и принцессы Ингеборги Датской и сестре королевы Бельгии Астрид. От этого брака родилось трое детей: принцесса Рангхильда (1930—2012), принцесса Астрид (род. 1932) и будущий король Харальд V (род. 1937). Королевой Марта не стала. Она умерла в 1954 году от рака ещё в правление короля Хокона VII. После Мод титул королевы-консорта Норвегии стала носить нынешняя королева Соня (королева с 1991 года).
На период царствования королевы Мод пришлись одни из последних больших географических открытий, совершённых экспедициями по руководством норвежского исследователя Руаля Амундсена. В честь королевы он назвал ряд новооткрытых географических объектов: в Антарктиде горный хребет Куин-Мод, в Канаде залив Куин-Мод. Имя Мод также носят обширная область на побережье Антарктиды Земля Королевы Мод, улица в Осло (Норвегия) и средняя школа в Гонконге. Судно Мод, спущенное на воду в 1916 году, получило своё название от королевы Норвегии. Один из видов норвежского пудинга называется Королева Мод. Правнучка Мод, Марта Луиза, принцесса Норвежская, назвала свою старшую дочь, рождённую в 2003 году, в честь неё.

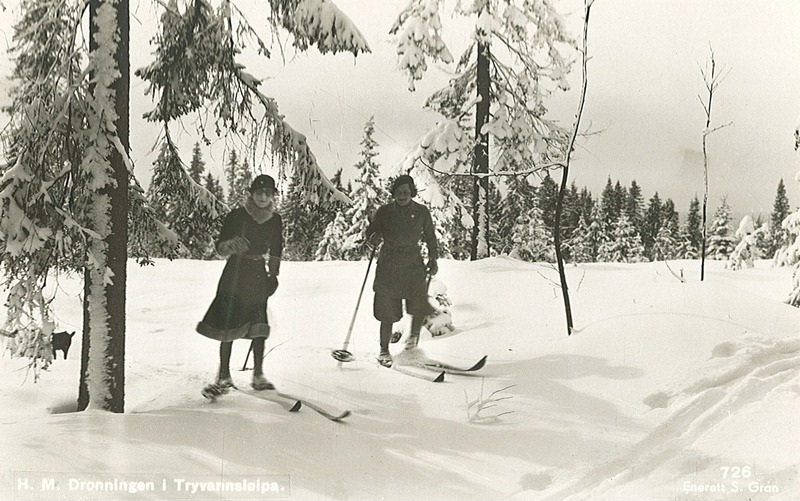
На норвежских лыжах
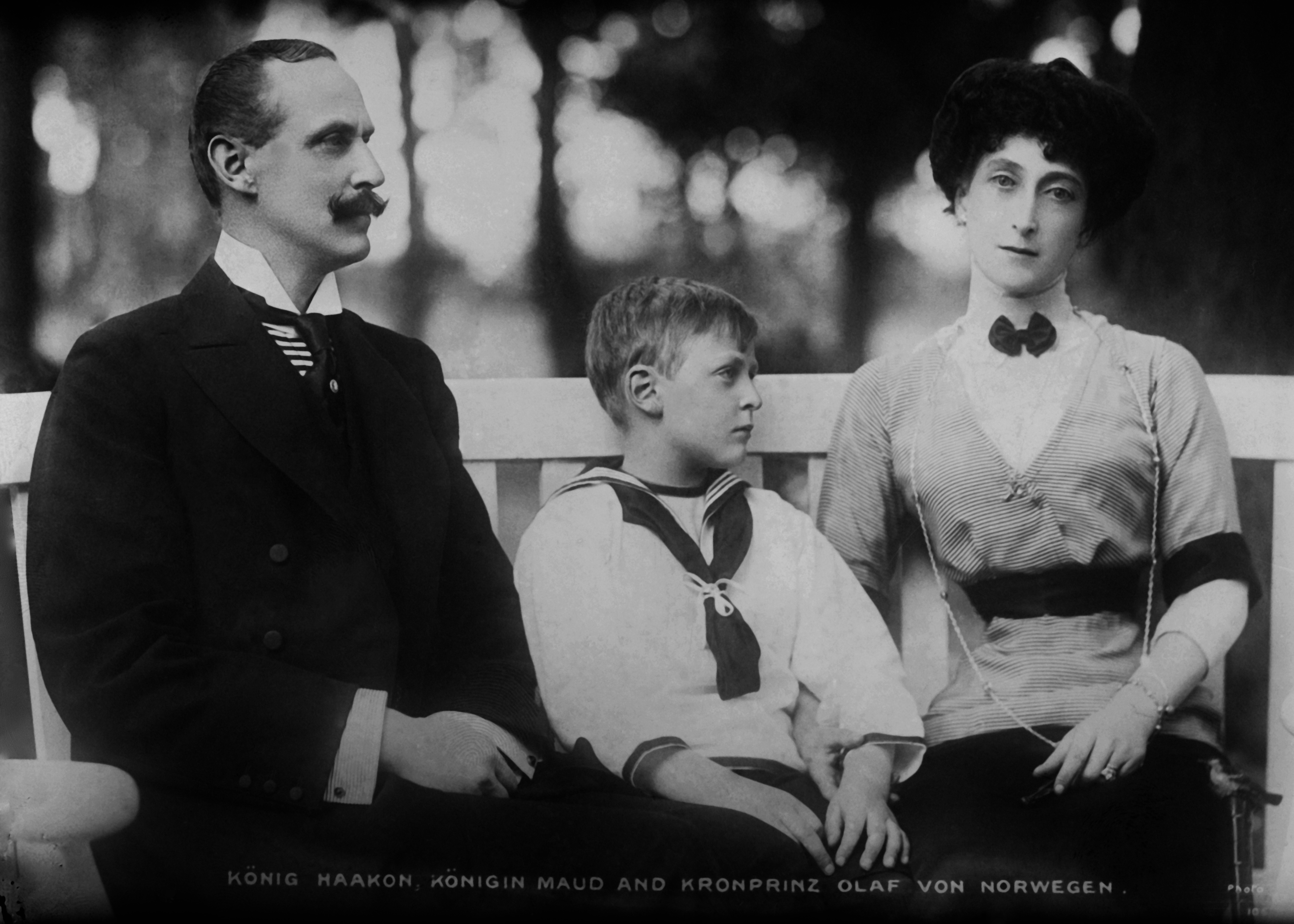
Королева Мод с мужем и сыном
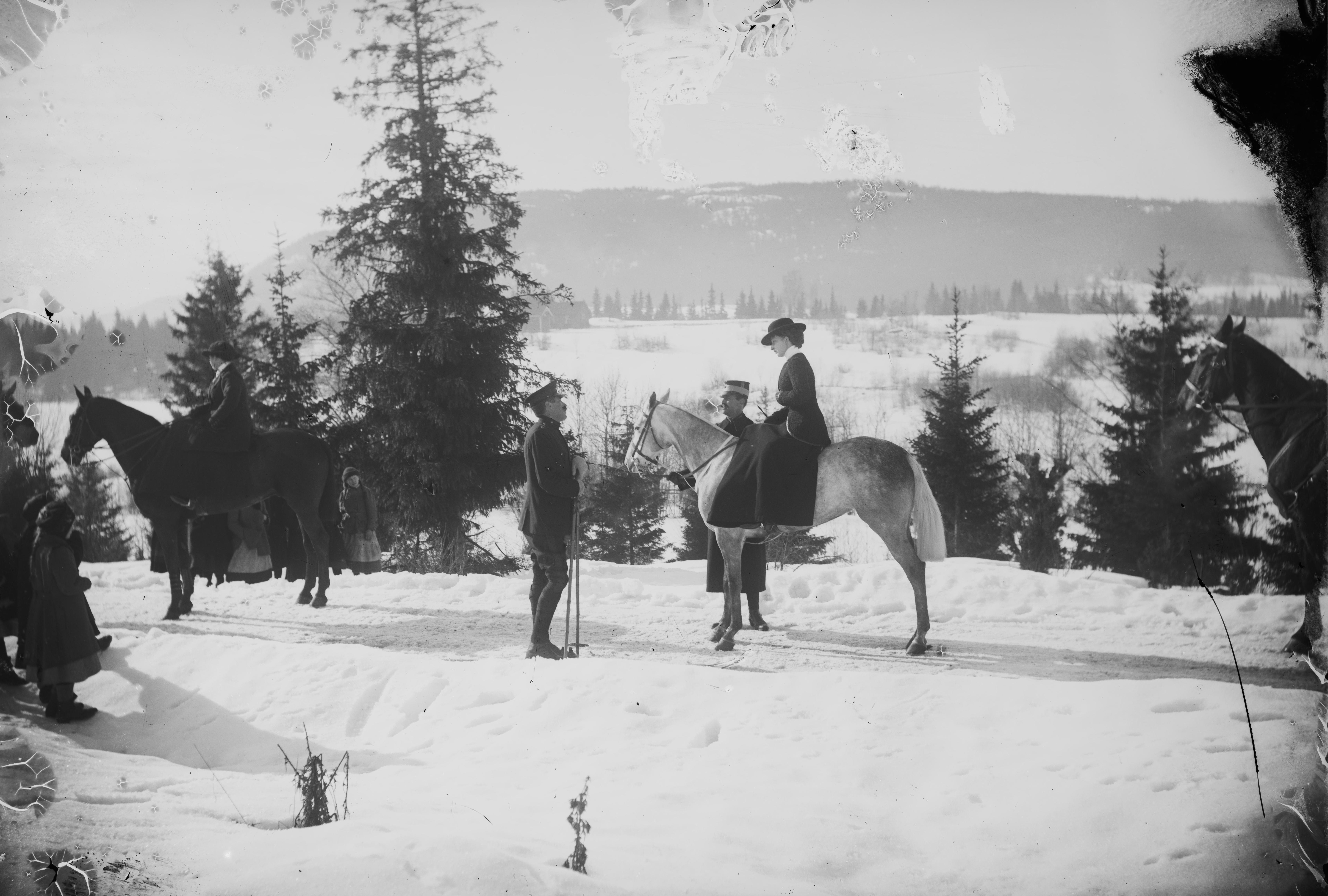
На конной прогулке

## Последние годы и смерть

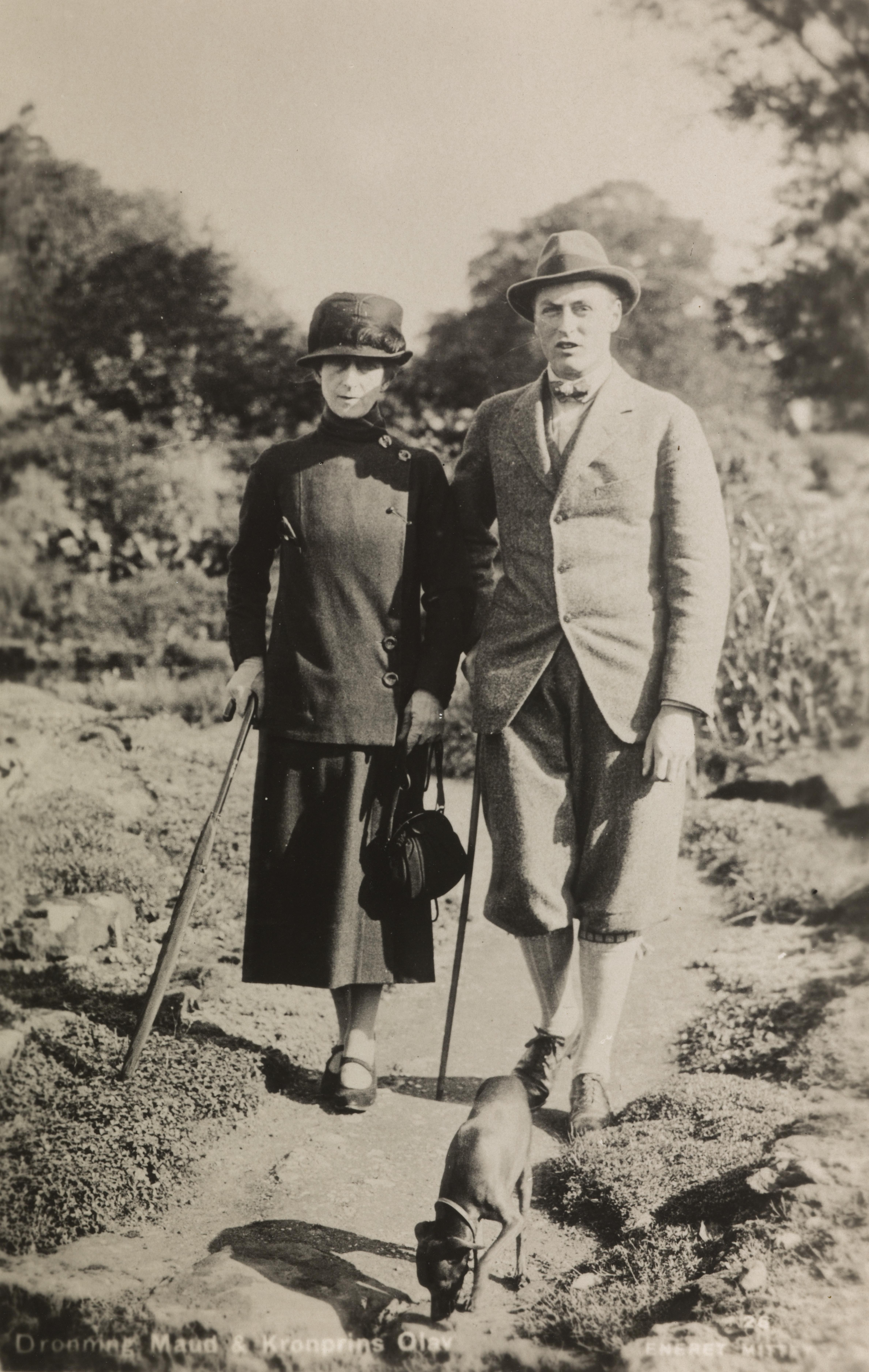
Мод с сыном Улафом

В 1931 году скончалась старшая сестра Мод Королевская принцесса Луиза, в 1935 году ушла из жизни вторая сестра Виктория, а через месяц она потеряла своего брата короля Георга V, оставшись, таким образом, последним ребёнком короля Эдуарда VII и королевы Александры. У королевы началась депрессия. Ежедневно она писала письма своей невестке Марии Текской, с которой дружила всю жизнь. В Норвегии ей оказывали поддержку супруг, сын и внуки. Здоровье норвежской королевы постепенно ухудшалось. Под конец жизни она стала практически глухой, как и мать, королева Александра; страдала от невралгии и бронхита. Последним публичным появлением Мод была коронация её племянника короля Георга VI и королевы Елизаветы в 1937 году. В октябре 1938 года она вернулась в Англию. Сначала она остановилась в Сандрингеме, но затем переехала в Лондон. Королева заболела, ей была проведена операция в брюшной полости. 16 ноября из Норвегии прибыл король Хокон.
Королева Мод умерла 20 ноября 1938 года от сердечной недостаточности в Эпплтон-хаусе, за шесть дней до своего 69-летия и в 13-ю годовщину смерти матери, не дожив полтора года до повторной потери независимости Норвегией в результате её германской оккупации во время Второй Мировой войны. Норвежским газетам, которым запрещалось оглашать новости по воскресеньям, было разрешено уведомить норвежский народ о смерти их королевы. Тело королевы было перевезено в Норвегию на британском линкоре HMS Royal Oak и помещено для прощания в небольшой церкви в Осло. Похоронили Мод в крепости Акерсхус, 8 декабря. Король Хокон VII после окончания оккупации вернулся на трон в Норвегию. Пережив королеву Мод на девятнадцать лет, он ушёл из жизни в 1957 году и похоронен рядом с супругой. Сын Хокона VII и Мод Улаф V находился на троне с 1957 по 1991 год.

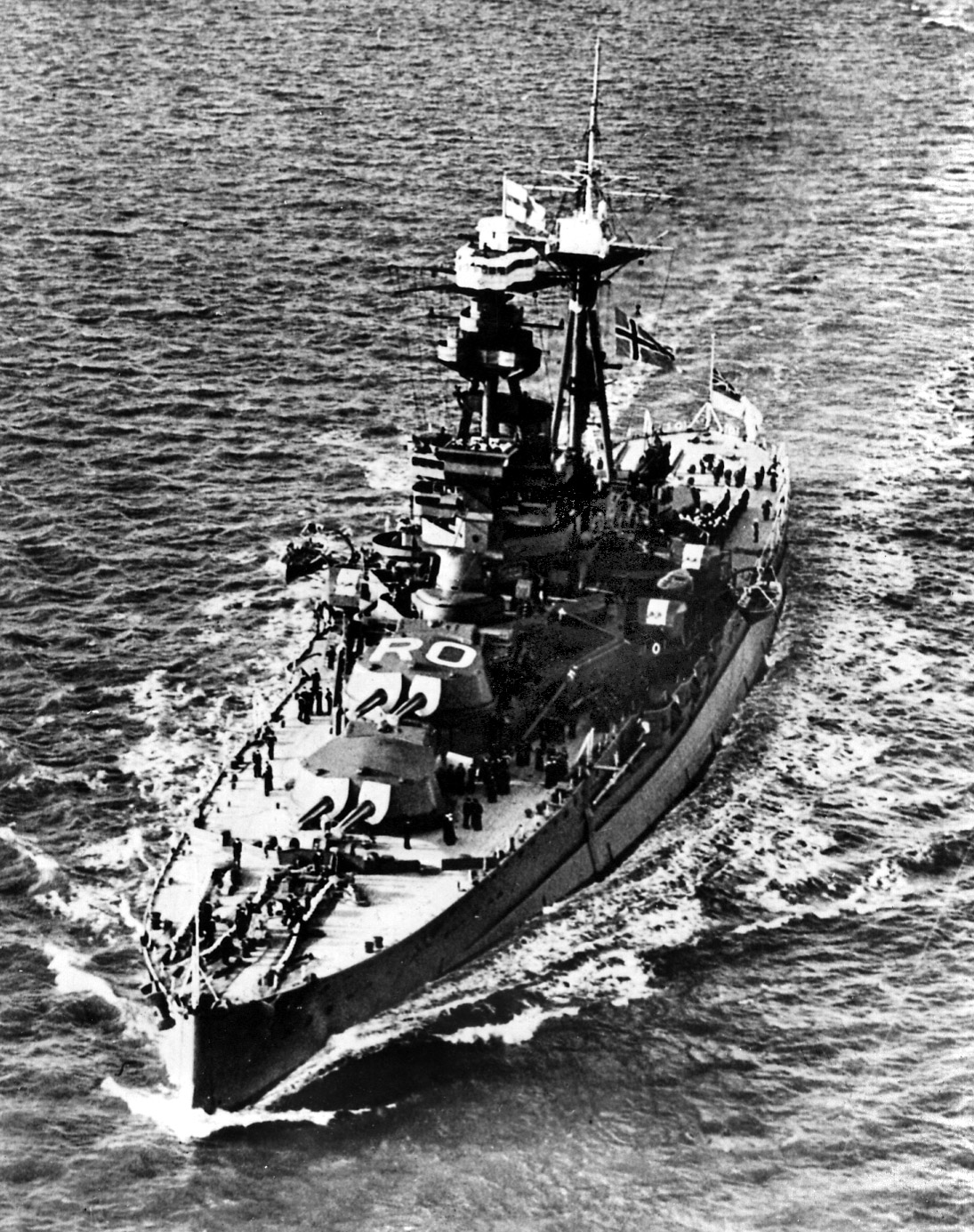
Линкор HMS Royal Oak везёт тело королевы в Норвегию (24 ноября 1938 г.)
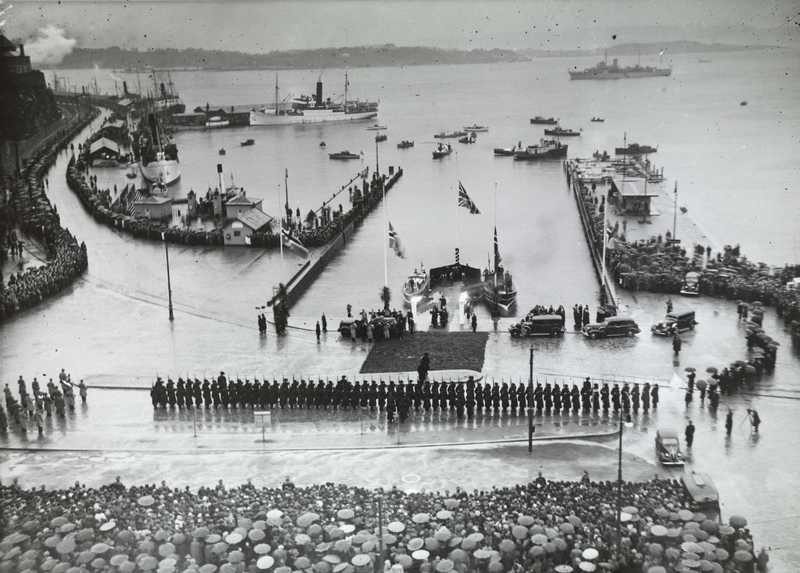
Встреча линкора в Осло 26 ноября 1938 г.
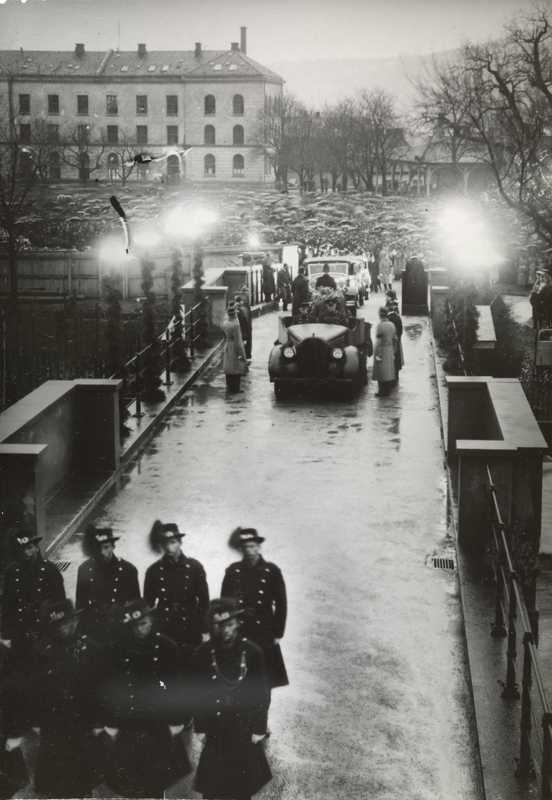
Траурная процессия в крепости Акерсхус
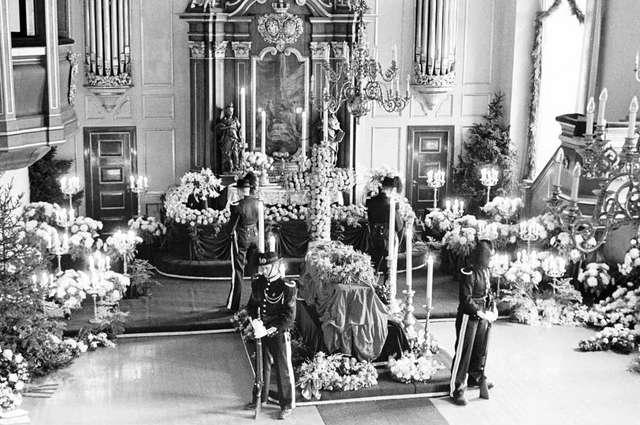
Прощальная церемония под охраной норвежской Королевской гвардии